# Pretty Soldier Sailor Moon S
Pretty Soldier Sailor Moon S (美少女 戦士 セーラー ムーン S, Bishōjo Senshi Sērā Mūn S) est un jeu de combat développé par TOSE et édité par Bandai sorti exclusivement au Japon sur 3DO Interactive Multiplayer le 17 mars 1995.
Pretty Soldier Sailor Moon S comprend un mode histoire et un mode versus, neuf personnages jouables sont proposés au joueur (Sailor Moon, Sailor Mars, Sailor Venus, Sailor Mercure, Sailor Uranus, Sailor Pluto, Sailor Neptune, Sailor Jupiter et Sailor Chibi Moon). Le jeu est basé sur le manga ainsi que l'anime, le gameplay est similaire à l'épisode paru sur Super Nintendo en décembre 1994. Pretty Soldier Sailor Moon S intègre des zooms automatiques à la manière d'un Samurai Shodown lorsque les personnages se rapprochent.
Les projectiles et coups spéciaux des personnages sont donc repris, comme l'attaque « Venus Love Me Chain! » de Sailor Venus, la vague d'eau « Deep Submerge » de Sailor Neptune, l'onde de choc « World Shaking » de Sailor Uranus ou encore le « Burning Mandala » de Sailor Mars, qui fait apparaître huit boules de feu pour former un anneau de feu,. Un dixième personnage caché peut se débloquer pour le mode versus à l'aide d'une manipulation à exécuter. Une fois la manipulation correctement réalisée, le personnage de Super Sailor Moon est débloquée, les coups sont les mêmes que ceux de Sailor Moon mais sont plus puissants. Parmi toutes les guerrières (système solaire internet et externe) de Sailor Moon, seule Sailor Saturn est absente du jeu.
Pretty Soldier Sailor Moon S a reçu des notes assez négatives dans la presse, les points négatifs qui ressortent le plus sont principalement à cause d'une animation et de contrôles rigides, rendant les combats inintéressants,